# Groene schijnboktor
De groene schijnboktor (Oedemera virescens) is een keversoort uit de familie schijnboktorren (Oedemeridae). 

## Kenmerken
De kevers zijn 8 tot 11 millimeter lang. Zijn lichaam heeft een grijsgroene metaalglans, de voelsprieten en poten zijn bruingroen gekleurd. De voelsprieten en poten zijn bruingroen gekleurd. Het uiteinde van de voelspriet is niet uitgesneden. De dijen (femora) van de achterpoten zijn meestal verdikt bij mannen, behalve bij de zeer vergelijkbare groenachtige boktor (Oedemera lurida). Het laatste buiksegment van de vrouwtjes is aan de achterkant uitgesneden, wat hen ook onderscheidt van de vergelijkbare soort. De bovenzijde van het lichaam is fijn en dicht behaard met grijze haren. Het pronotum is bijna vierkant en gerimpeld. De dicht gestippelde dekschilden lopen naar achteren taps toe en staan iets uit elkaar.

## Voorkomen
De groene schijnboktor is wijdverbreid en komt algemeen voor in Europa, ook in het hoge noorden. Oostelijk komt hij voor tot Siberië. Ze zijn te vinden in weilanden en aan de randen van bossen, van laaglanden tot grote hoogten.

## Levenswijze
De imagines zitten vaak op bloemen en voeden zich met stuifmeel. De larven ontwikkelen zich in droge stengels van kruidachtige planten zoals de monnikskap, de zonnebloem en het jakobskruiskruid.